# Universität Gifu

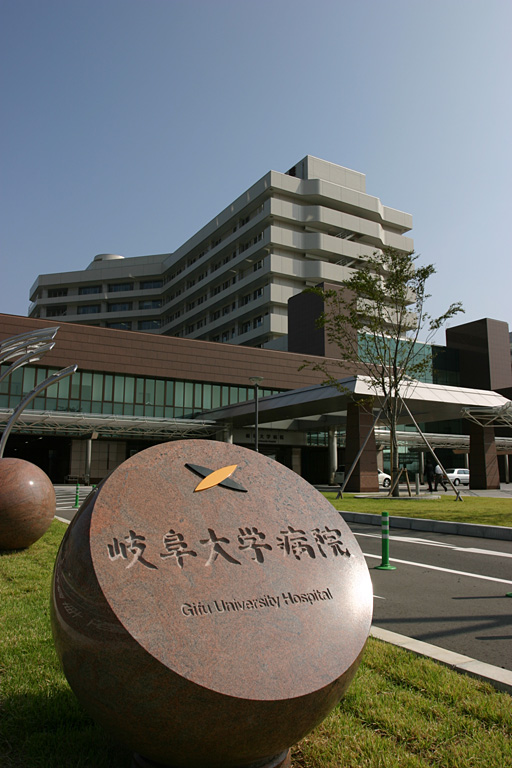
Das Universitätsklinikum

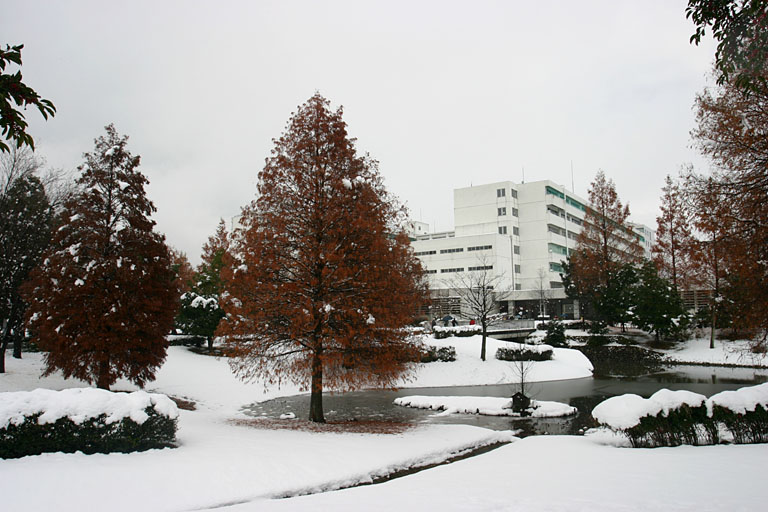
Fakultät für Ingenieurwissenschaften

Die Universität Gifu (jap. 岐阜大学, Gifu daigaku) ist eine staatliche Universität in Japan. Der Campus liegt in Yanagido, Gifu, Präfektur Gifu.

## Geschichte
Die Universität wurde 1949 durch den Zusammenschluss von drei staatlichen Schulen gegründet:
- die Land- und Forstwirtschaftsfachschule Gifu (岐阜農林専門学校, Gifu nōrin semmon gakkō in Kakamigahara, gegründet 1923),
- die Normalschule Gifu (岐阜師範学校, Gifu shihan gakkō, gegründet 1873), und
- die Jugend-Normalschule Gifu (岐阜青年師範学校, Gifu seinen shihan gakkō in Tarui, gegründet 1922).

Die Universität wurde mit zwei Fakultäten eröffnet: Freie Künste und Agrarwissenschaft. Sie gründete die Fakultäten für Ingenieurwissenschaften (1952) und Medizin (1964) durch die Zusammenlegung der ehemaligen Präfekturuniversität Gifu (岐阜県立大学, Gifu-kenritsu daigaku. Ihr letzter Name war die Präfekturale Medizinische Hochschule Gifu (岐阜県立医科大学, Gifu-kenritsu ika daigaku)).
1981 wurde der Yanagido-Campus eröffnet, und die Fakultäten (außer Medizin) zogen in den Campus um. Letztlich 2004 zogen die Medizinische Fakultät und das Klinikum nach Yanagido; das ältere Klinikum lag ab 1876 bis 2004 in Tsukasamachi in der Stadtmitte von Gifu.

## Fakultäten
- Fakultät für Pädagogik
- Fakultät für Regionalwissenschaft
- Fakultät für Medizin
- Fakultät für Ingenieurwissenschaften
- Fakultät für angewandte Biowissenschaft (vormals Agrarwissenschaft)